# Pietà vaticana
La Pietà di Michelangelo è una scultura fatta in marmo realizzata da Michelangelo Buonarroti e conservata nella basilica di San Pietro in Vaticano.
Databile tra il 1497 e il 1499, la Pietà è considerata il primo capolavoro dell'artista, allora poco più che ventenne, nonché una delle maggiori opere d'arte che l'Occidente abbia mai prodotto; è inoltre l'unica che riporta, sulla fascia a tracolla che regge il manto della Vergine, la firma dell'autore (MICHAEL.A[N]GELVS BONAROTVS FLORENT[INVS] FACIEBAT, "Lo faceva il fiorentino Michelangelo Buonarroti").

## Storia
Durante il primo soggiorno romano di Michelangelo, dal 1496 al 1501, l'artista strinse un rapporto di collaborazione col banchiere Jacopo Galli, che fece da intermediario e garante in diverse commissioni legate a un gruppo di cardinali. Una delle più prestigiose fu quella per la Pietà marmorea per il cardinale francese Jean de Bilhères, ambasciatore di Carlo VIII presso papa Alessandro VI, destinata alla cappella di Santa Petronilla. Qui il cardinale venne effettivamente poi sepolto, facendo pensare che l'opera fosse originariamente destinata al suo monumento funebre.
Nel 1497 Michelangelo ricevette un terzo dei cinquecento ducati pattuiti come anticipo per iniziare i lavori. In groppa a un cavallo baio partì alla volta delle cave di Carrara per scegliere un concio di marmo di eccellente qualità e di dimensioni adeguate. Il contratto venne però firmato solo il 26 agosto 1498, alla presenza del Galli, con un tempo di consegna previsto in un anno. Effettivamente la statua fu pronta nel 1499 e destinata a Santa Petronilla. L'opera destò subito grande ammirazione e pare che Michelangelo la firmò solo in un secondo momento, quando sentì due uomini lodare la statua ma attribuirla allo scultore lombardo Cristoforo Solari.
Cinquant'anni dopo il Vasari ancora celebrava l'opera, scrivendo: «[Riguardo alla Pietà] non pensi mai, scultore né artefice raro, potere aggiungere di disegno né di grazia, né con fatica poter mai di finezza, pulitezza e di traforare il marmo tanto con arte, quanto Michelangelo vi fece, perché si scorge in quella tutto il valore et il potere dell'arte».
Poco prima del 1517 l'opera venne trasferita nella sagrestia della basilica di San Pietro in Vaticano e di nuovo spostata nel vecchio coro sistino nel 1568, poi ancora, per i lavori che procedevano nella basilica, sull'altare dei santi Simone e Giuda, e nel 1626 nel nuovo coro. La collocazione attuale, nella prima cappella a destra della navata della basilica, risale al 1749. Nel 1736 aveva subito un restauro delle dita della mano destra della Vergine
Nel 1964 la Pietà venne prestata dalla Santa Sede alla New York World's Fair 1964 (l'Esposizione universale di New York del 1964–1965) per essere installata nel padiglione della Città del Vaticano. I visitatori fecero la fila per ore per intravedere da un nastro trasportatore in movimento la scultura. La statua tornò in Vaticano dopo l'Esposizione.

### Assalto vandalico alla Pietà

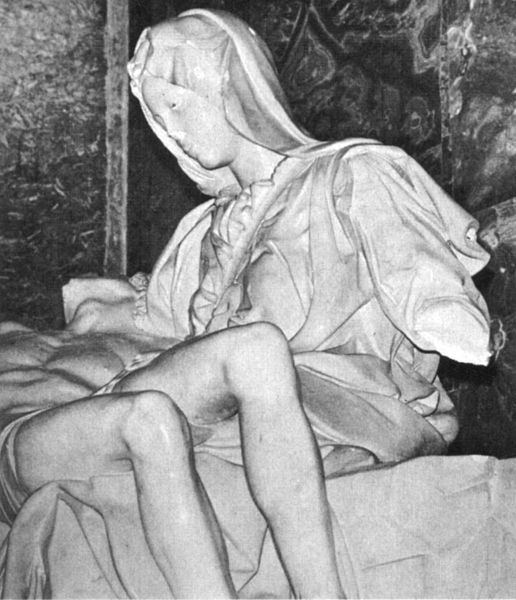
La Pietà vandalizzata nel 1972

Il 21 maggio 1972, giorno di Pentecoste, un geologo ungherese trentaquattrenne con cittadinanza australiana di nome László Tóth, eludendo la sorveglianza, riuscì a colpire con un martello la Pietà per quindici volte in un tempo di pochi secondi, gridando in lingua italiana: "Cristo è risorto! Io sono il Cristo!", prima che fosse afferrato e reso inoffensivo.
La Pietà subì dei danni molto seri, soprattutto sulla Vergine: i colpi di martello avevano staccato una cinquantina di frammenti, spaccando il braccio sinistro e frantumando il gomito, mentre sul volto il naso era stato quasi distrutto, come anche le palpebre. Il restauro venne avviato quasi subito, dopo una fase di studio ed esperimenti di laboratorio durata da maggio ad agosto 1972, fu effettuato riutilizzando per quanto possibile i frammenti originali, oltre che un impasto a base di colla e polvere di marmo di Carrara. Esso terminò il 21 dicembre 1972. Fu effettuato nei vicini laboratori dei Musei Vaticani, sotto la responsabilità del direttore Deoclecio Redig de Campos e, grazie all'esistenza di numerosi calchi, fu possibile reintegrare l'opera fedelmente, senza rifacimenti arbitrari delle lacune. Furono incaricati del restauro Vittorio Federici, direttore del Gabinetto ricerche scientifiche, Ulderico Grispigni capo laboratorio restauro pietre, Giuseppe Morresi capo laboratorio materie plastiche e Franco Dati restauratore e tecnico del Gabinetto.
L'autore dello sfregio, riconosciuto infermo di mente, fu tenuto in un manicomio italiano fino al 9 febbraio 1975, quando fu rimpatriato in Australia, dove non subì ulteriori restrizioni della libertà. Da allora la Pietà è protetta da una speciale parete di cristallo antiproiettile.

## Descrizione e stile

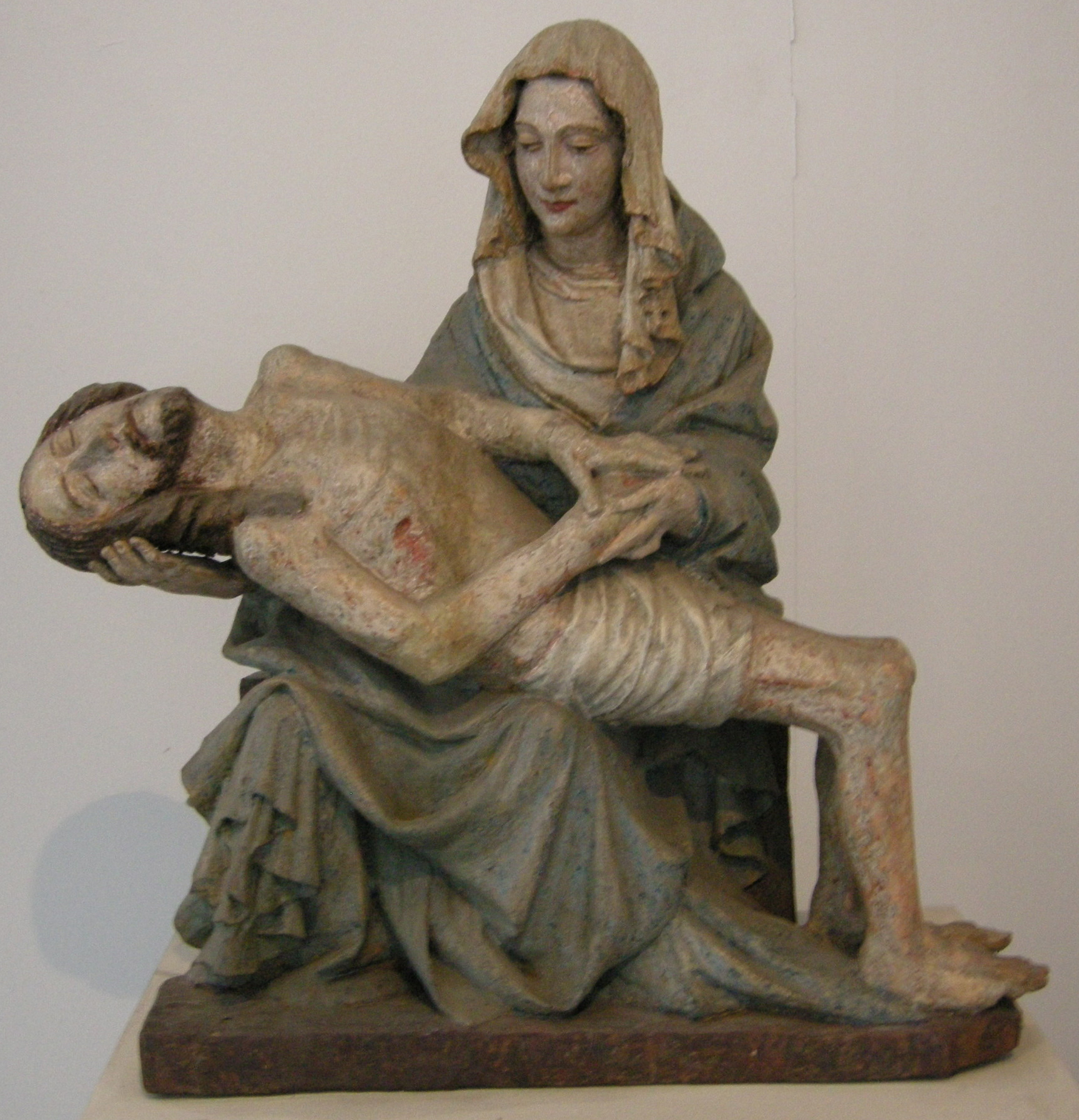
Una Vesperbild nordica (1420 circa), Museo diocesano, Klagenfurt

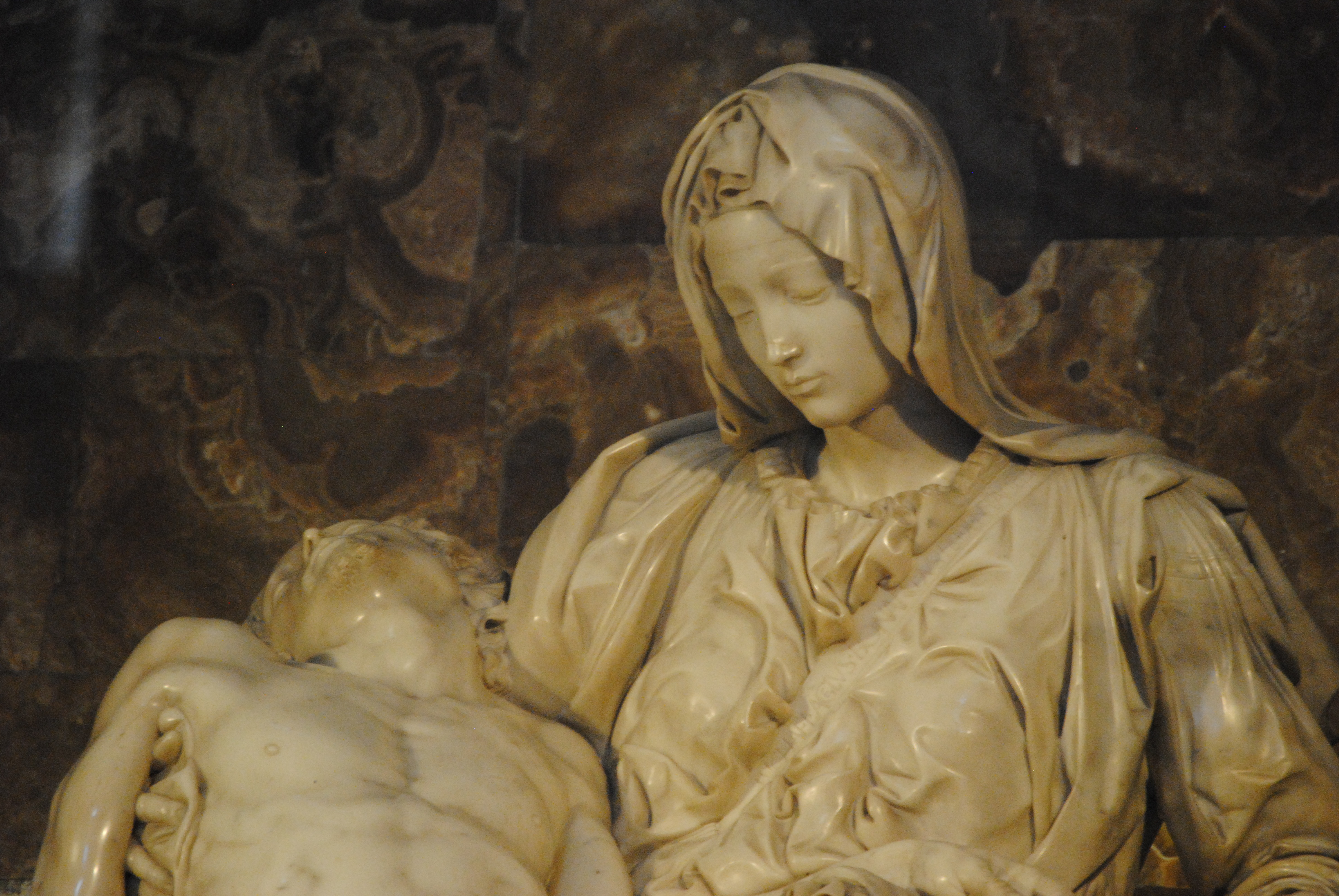
Dettaglio

Il soggetto del gruppo scultoreo è definito nel contratto: «Una Pietà di marmo, cioè una Vergine Maria vestita con un Cristo morto nudo in braccio». I gruppi scultorei della Pietà, prima di Michelangelo, erano su supporto essenzialmente ligneo e diffusi soprattutto in area nordica (con il nome di Vesperbild), dove erano collegati alla liturgia del Venerdì Santo, ma piuttosto rari in Italia, tutt'al più presenti in area ferrarese: ciò fa pensare a un'esplicita richiesta "speciale" del committente, da cui anche la chiarificazione del soggetto nel contratto. Tuttavia, è impressionante la consonanza del tema iconografico con un Bronzetto nuragico denominato "La Madre dell'Ucciso", ritrovato ai primi del '900, del quale perciò in epoca medievale e rinascimentale non poteva esserci conoscenza, ma che tuttavia fa supporre che il motivo artistico fosse comunque presente da millenni anche nell'Europa mediterranea.
L'iconografia della Pietà veniva tradizionalmente risolta in uno schema piuttosto rigido, con la contrapposizione tra il busto eretto e verticale di Maria e il corpo irrigidito in posizione orizzontale di Gesù: tale organizzazione influenzava anche la pittura, come si vede ad esempio nella Pietà di Pietro Perugino (1483-1493 circa).
Michelangelo innovò invece la tradizione concependo il corpo di Cristo come mollemente adagiato sulle gambe di Maria con straordinaria naturalezza, privo della rigidità delle rappresentazioni precedenti e con un'inedita compostezza di sentimenti. Le due figure sembrano fondersi in un momento di toccante intimità, dando origine a un'originale composizione piramidale, raccordate dall'ampio panneggio sulle gambe di Maria, dalle pieghe pesanti e frastagliate, generanti profondi effetti di chiaroscuro. Fortemente espressivo è anche il gesto della mano sinistra, che pare invitare lo spettatore a meditare sulla rappresentazione davanti ai suoi occhi, secondo le pratiche di meditazione concentrata e dolente di ispirazione savonaroliana.
La Vergine siede su una sporgenza rocciosa, qui ben finita con piccole fessure ad arte (a differenza di altre opere dell'artista in cui era semplicemente l'avanzo della sbozzatura del marmo), che simboleggia la sommità del monte Calvario.
Il livello di finitezza dell'opera è estremo, soprattutto nel modellato anatomico del corpo di Cristo, con effetti di levigatura e morbidezza degni della statuaria in cera, come il dettaglio della carne tra il braccio e il costato, modificata dalla salda presa di Maria opposta al peso del corpo abbandonato. La bellezza della statua risiede forse proprio nel naturalismo straordinariamente virtuoso della scena, fuso con un'idealizzazione e una ricerca formale tipica del Rinascimento, e un notevole spessore psicologico e morale.

## Interpretazioni

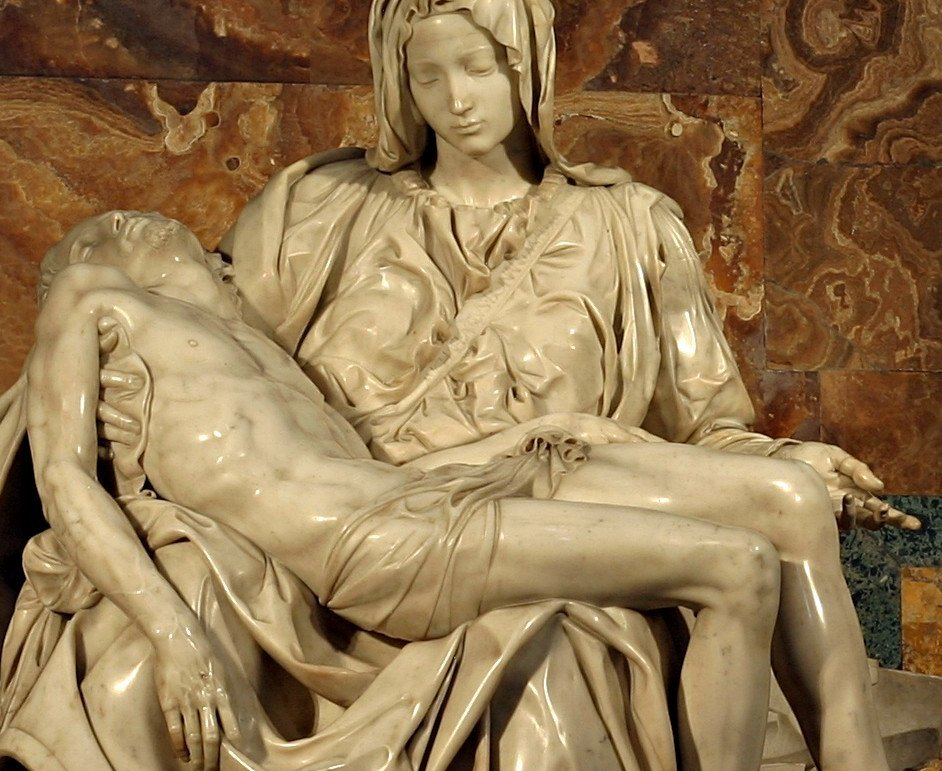
Pietà, particolare del Cristo. La mano della Madonna sembra mostrare il figlio morto ai presenti

Il fatto che la Madonna fosse molto giovane suscitò delle critiche, registrate dal Vasari, nell'incapacità ormai di riconoscere la tradizione medievale di Maria vista come sposa di Cristo e simbolo della Chiesa: tali iconografie, spesso antichissime, vennero abbandonate in seguito alla Controriforma, interrompendo tradizioni secolari che vennero presto dimenticate dai contemporanei. Una Madonna giovanissima si trova ad esempio, per restare in ambito romano, nel mosaico di Jacopo Torriti in Santa Maria Maggiore. Per tutto il Quattrocento si continuò a ripetere tali schemi, con una conoscenza più o meno consapevole degli scritti teologici medievali, spesso mediata dagli ordini religiosi committenti.
Inoltre Michelangelo, come scrisse il suo biografo Ascanio Condivi, sostenne che "La castità, la santità e l'incorruzione preservano la giovinezza". Lo stesso Vasari riporta questa opinione nel confutare le critiche alla scelta dell'artista: «Se bene alcuni, anzi goffi che no, dicono che egli abbia fatto la Nostra Donna troppo giovane, non s'accorgono e non sanno eglino che le persone vergini senza essere contaminate si mantengono e conservano l'aria de 'l viso loro gran tempo, senza alcuna macchia, e che gli afflitti come fu Cristo fanno il contrario? Onde tal cosa accrebbe assai più gloria e fama alla virtù sua che tutte l'altre dinanzi». Michelangelo inoltre non voleva rappresentare la scena con lo scopo di narrare un episodio (la morte di Cristo) ma era principalmente interessato all'aspetto simbolico: Maria è rappresentata giovane come quando concepì Gesù Cristo.